# Nikaragua na Letnich Igrzyskach Olimpijskich 2020
Nikaraguę na Letnich Igrzyskach Olimpijskich 2020 reprezentowało ośmioro zawodników : czterech  mężczyzn i cztery kobiety. Był to trzynasty start reprezentacji Nikaragu na letnich igrzyskach olimpijskich.

## Skład kadry

### Judo
Kobiety
| Zawodniczka     | Konkurencja | 1/16                | 1/8                 | Ćwierćfinał         | Półfinał            | Repasaże            | Finał / 3.miejsce   | Finał / 3.miejsce | Źródła |
| Zawodniczka     | Konkurencja | Przeciwniczka Wynik | Przeciwniczka Wynik | Przeciwniczka Wynik | Przeciwniczka Wynik | Przeciwniczka Wynik | Przeciwniczka Wynik | Pozycja           | Źródła |
| --------------- | ----------- | ------------------- | ------------------- | ------------------- | ------------------- | ------------------- | ------------------- | ----------------- | ------ |
| Izayana Marenco | +78 kg      | Cerić P 00-10       | NQ                  | NQ                  | NQ                  | NQ                  | NQ                  | 17.               | [ 1 ]  |

### Lekkoatletyka
Konkurencje biegowe
| Zawodnik       | Konkurencja | Eliminacje | Eliminacje | Półfinał | Półfinał | Finał | Finał   | Źródło |
| Zawodnik       | Konkurencja | Wynik      | Miejsce    | Wynik    | Miejsce  | Wynik | Miejsce | Źródło |
| -------------- | ----------- | ---------- | ---------- | -------- | -------- | ----- | ------- | ------ |
| Yeykell Romero | 100 m (m)   | 10,70      | 8.         | NQ       | NQ       | NQ    | NQ      | [ 2 ]  |

### Pływanie
| Zawodnik          | Konkurencja        | Eliminacje | Eliminacje | Półfinał | Półfinał | Finał | Finał   | Źródło |
| Zawodnik          | Konkurencja        | Czas       | Miejsce    | Czas     | Miejsce  | Czas  | Miejsce | Źródło |
| ----------------- | ------------------ | ---------- | ---------- | -------- | -------- | ----- | ------- | ------ |
| Miguel Mena       | 100 m dowolnym (m) | 51,99      | 55.        | NQ       | NQ       | NQ    | NQ      | [ 3 ]  |
| Maria Schutzmeier | 100 m dowolnym (k) | 57,94      | 43.        | NQ       | NQ       | NQ    | NQ      | [ 4 ]  |

### Podnoszenie ciężarów
| Zawodnik     | Konkurencja   | Rwanie | Rwanie  | Podrzut | Podrzut | Razem  | Pozycja | Źródło |
| Zawodnik     | Konkurencja   | Wynik  | Pozycja | Wynik   | Pozycja | Razem  | Pozycja | Źródło |
| ------------ | ------------- | ------ | ------- | ------- | ------- | ------ | ------- | ------ |
| Sema Ludrick | -64 kg kobiet | 87 kg  | 13.     | 115 kg  | 11.     | 202 kg | 12.     | [ 5 ]  |

### Strzelectwo
| Zawodnik        | Konkurencja               | Kwalifikacje | Kwalifikacje | Finał | Finał   | Źródło |
| Zawodnik        | Konkurencja               | Wynik        | Pozycja      | Wynik | Pozycja | Źródło |
| --------------- | ------------------------- | ------------ | ------------ | ----- | ------- | ------ |
| Edwin Barberena | pistolet pneumatyczny (m) | 554          | 36.          | NQ    | NQ      | [ 6 ]  |

### Wioślarstwo
| Zawodnik          | Konkurencja | Eliminacje | Eliminacje | Repesaż | Repesaż | Ćwierćfinały | Ćwierćfinały | Półfinały | Półfinały       | Finał   | Finał      | Miejsce | Źródło |
| Zawodnik          | Konkurencja | Czas       | M.         | Czas    | M.      | Czas         | M.           | Czas      | M.              | Czas    | M.         | Miejsce | Źródło |
| ----------------- | ----------- | ---------- | ---------- | ------- | ------- | ------------ | ------------ | --------- | --------------- | ------- | ---------- | ------- | ------ |
| Félix Potoy       | M1x         | 7:32,54    | 4.         | 7:44,52 | 3.      | N/A          | N/A          | 7:45,02   | 1. Półfinał E/F | 7:28,00 | 2. Finał E | 26.     | [ 7 ]  |
| Evidelia González | W1x         | 8:25,18    | 4.         | 8:37,55 | 3.      | N/A          | N/A          | 8:36,99   | 1. Półfinał E/F | 8:10,37 | 3. Finał E | 27.     | [ 8 ]  |